# Claude Lanzmann
Claude Lanzmann (Párizs, 1925. november 27. – Párizs, 2018. július 5.) francia dokumentumfilm-rendező.

## Élete
Armand Lanzmann és Paulette Grobermann gyermekeként született Párizsban. Családja zsidó származású volt és Kelet-Európából emigráltak Franciaországba. Testvére Jacques Lanzman (1927–2006) író.
1952 és 1959 között Simone de Beauvoir (1908–1986) író, filozófus élettársa volt. 1963-ban feleségül vette Judith Magre (1926) francia színésznőt, akitől 1971-ben elvált. Harmadik felesége Angelika Schrobsdorff (1927–2016) német írónő volt. Utoljára 1995-ben kötött házasságot Dominique Petithory-val.

## Filmjei
- Pourquoi Israel (1973)
- Soá (Shoah) (1985)
- Tsahal (1994)
- Un vivant qui passe (1999)
- Sobibór, 14 octobre 1943, 16 heures (2001)
- Lights and Shadows (2008, rövidfilm)
- Le rapport Karski (2010)
- Le dernier des injustes (2013)
- Napalm (2017)
- Les quatre soeurs (2018, tv-sorozat, négy epizód)

## Díjai, kitüntetései
- César-díj – tiszteletbeli César (1986)
- Médaille de la Résistance
- Francia Köztársaság Becsületrendje – grand officier (2011)
- Francia Köztársaság Nemzeti Érdemrendje – nagykereszt
- Berlini Nemzetközi Filmfesztivál – Tiszteletbeli Arany Medve (2013)

## Magyarul megjelent művei
- Soah; előszó Simone de Beauvoir, ford. Ádám Péter; Kossuth, Bp., 1999